# Briganti
Briganti – włoski film z 1993 roku w reżyserii Marca Modugna.